# Бамланівімаб/етезевімаб
Бамланівімаб/етезевімаб — комбінований експериментальний лікарський препарат, який за своїм складом є комбінацією двох моноклональних антитіл бамланівімабу та етезевімабу, та застосувується внутрішньовенно для лікування коронавірусної хвороби. Обидва моноклональні антитіла спрямовані проти білків шиповидних відростків оболонки вірусу SARS-CoV-2.

## Склад препарату
До складу препарату входять моноклональні антитіла бамланівімаб та етезевімаб. Етезевімаб є моноклональним антитілом проти білків шиповидних відростків оболонки вірусу SARS-CoV-2. Компанія «Eli Lilly and Company» ліцензувала препарат разом із компанією «Junshi Biosciences». Бамланівімаб є IgG1 моноклональним антитілом, спрямованим проти білків шиповидних відростків оболонки вірусу SARS-CoV-2. Механізм його дії полягає у блокуванні прикріплення вірусу до мембрани клітини, що унеможливлює потрапляння SARS-CoV-2 в клітини людини, що нейтралізовує дію вірусу, та сприяє запобіганню розвитку та лікуванню COVID-19.

## Клінічні дослідження
Дані, які підтверджують дозвіл на екстрене використання бамланівімабу/етезевімабу, базуються на рандомізованому, подвійному сліпому, плацебо-контрольованому клінічному дослідженні у 1035 не госпіталізованих учасників, хворих на COVID-19 легкого та середнього ступеня важкості, які мали високий ризик розвитку важкої форми хвороби. З цих учасників 518 отримали одну інфузію 2800 мг бамланівімабу та 2800 міліграмів етезевімабу одночасно, а 517 отримали плацебо. Основними кінцевими точками дослідження була кількість госпіталізацій, пов'язаних з COVID-19, або смерть з будь-якої причини протягом 29 днів спостереження. Госпіталізація або смерть сталася у 36 (7 %) учасників, які отримували плацебо, порівняно з 11 (2 %) учасниками, які отримували комбінацію бамланівімабу та етезевімабу, зменшення госпіталізацій у групі введення препарату становило 70 % порівнюючи з групою плацебо. Усі 10 смертей (2 %) зареєстровані в групі плацебо. Таким чином, смертність від усіх причин була значно нижчою у групі з введенням бамланівімабу/етезевімабу, ніж у групі плацебо.

## Схвалення препарату
9 лютого 2021 року FDA видала дозвіл на екстрене використання бамланівімаб/етезевімабу в США для лікування коронавірусної хвороби легкої та середньої тяжкості в осіб віком старших 12 років з вагою не менше 40 кілограмів (88 фунтів) із позитивним результатом безпосереднього вірусного тестування на SARS-CoV-2, та які мають високий ризик розвитку тяжкої форми хвороби, включаючи госпіталізацію. До цього переліку входять також особи віком 65 років і старші, або які мають важкі хронічні хвороби. Хоча сумісне застосування бамланівімабу та етезевімабу сприяло нижчому ризику розвитку резистентності вірусу до лікування, порівняно з монотерапією бамланівімабом, обидва способи лікування отримали дозвіл на екстрене застосування, та можуть бути ефективними у хворих з високим ризиком розвитку важкої форми хвороби. 16 квітня FDA скасувала дозвіл на екстрене використання бамланівімабу для монотерапії хворих COVID-19 легкого та середнього ступеня тяжкості, як дорослих, так і дітей віком від 12 років.
1 лютого 2021 року комітет лікарських препаратів для людей Європейського агентства з лікарських засобів розпочав розгляд загальних даних щодо ефективності застосування моноклональних антитіл касиривімабу/імдевімабу, бамланівімабу/етезевімабу та бамланівімабу для лікування COVID-19. У березні 2021 року комітет лікарських препаратів для людей оприлюднив висновок, що бамланівімаб та етезевімаб можуть застосовуватися в комбінації для лікування підтвердженого COVID-19 у хворих, які не потребують додаткового кисню, та які мають високий ризик розвитку важкої форми коронавірусної хвороби. Комітет також розглянув питання застосування лише бамланівімабу, та дійшов висновку, що, незважаючи на невизначеність переваг монотерапії бамланівімабом, монотерапію бамланівімабом можна розглядати як один із варіантів лікування.